# اسپلکامپف
شهر اسپلکامپف در ایالت نوردراین-وستفالن در کشور آلمان واقع شده است.